# Gaius Sennius Bell(…)
Gaius Sennius Bell[…] war ein antiker römischer Toreut (Metallbildner), der in der zweiten Hälfte des 1. Jahrhunderts in Oberitalien tätig war.
Gaius Sennius Bell[…] ist heute nur noch aufgrund eines Signaturstempels auf einer Bronze-Badeschale bekannt, der den Namen nicht vollständig wiedergab, bei dem eine eindeutige Ergänzung aber nicht möglich ist. Diese wurde in der Umgebung von Locarno Kanton Tessin in der Schweiz gefunden. Heute befindet sich das Stück im Museo civico e archeologico im Castello Visconteo in Locarno.

## Einzelbelege
1. ↑  Inventarnummer ?; Richard Petrovszky: Studien zu römischen Bronzegefäßen mit Meisterstempeln. Leidorf, Buch am Erlbach 1993, S. 297, Nr. S.08.01.

| Personendaten    | Personendaten                                                       |
| ---------------- | ------------------------------------------------------------------- |
| NAME             | Gaius Sennius Bell[…]                                               |
| ALTERNATIVNAMEN  | Gaius Sennius Bell(…); Caius Sennius Bell[…]; Caius Sennius Bell(…) |
| KURZBESCHREIBUNG | antiker römischer Toreut                                            |
| GEBURTSDATUM     | 1. Jahrhundert v. Chr. oder 1. Jahrhundert                          |
| STERBEDATUM      | 1. Jahrhundert oder 2. Jahrhundert                                  |